# Lepidophthirus piriformis
Lepidophthirus piriformis är en insektsart som beskrevs av Blagoveshtchensky 1966. Lepidophthirus piriformis ingår i släktet Lepidophthirus och familjen sällöss. Inga underarter finns listade i Catalogue of Life.